# Cutry (Meurthe-et-Moselle)
Pour les articles homonymes, voir Cutry.
Cutry est une commune française située dans le département de Meurthe-et-Moselle, en région Grand Est.

## Géographie

### Description

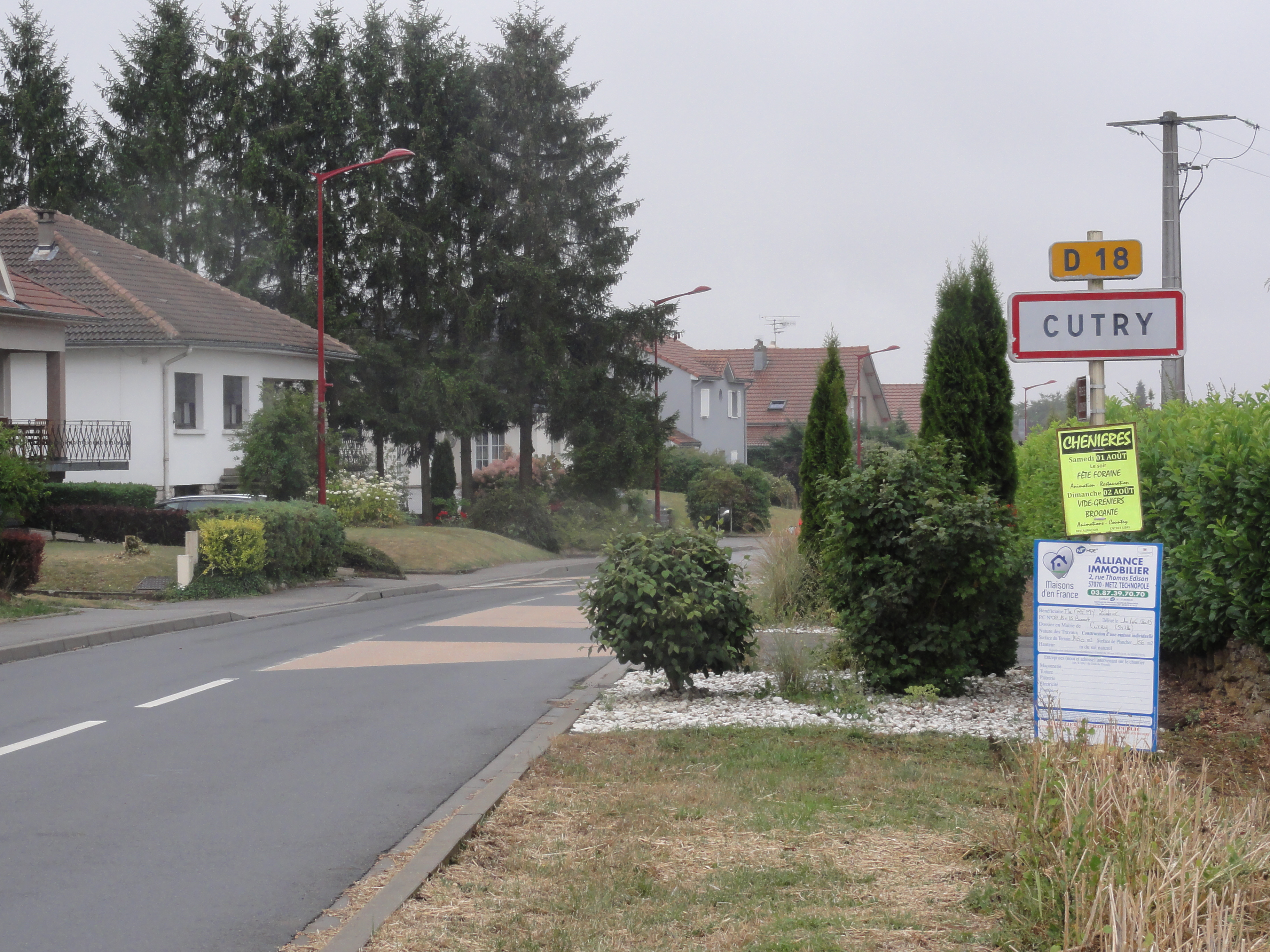
Entrée de Cutry.

La commune est traversée par la ligne de Longuyon à Mont-Saint-Martin (vers Athus), mais la station de chemin de fer la plus proche est la gare de Longwy desservie par les trains du réseau TER Grand Est (lignes de Longwy à Metz-Ville, à Nancy-Ville, à Reims et à Charleville-Mézières), ainsi que par des trains Regional-Express (RE) des CFL à destination de Luxembourg (ligne 70).

### Communes limitrophes
Les communes limitrophes sont Chenières, Cons-la-Grandville, Lexy, Réhon et Ugny.
|                    | Lexy  | Réhon     |
| Cons-la-Grandville | Cutry |           |
| Ugny               |       | Chenières |

### Hydrographie

#### Réseau hydrographique
La commune est dans le bassin versant de la Meuse au sein du bassin Rhin-Meuse. Elle est drainée par la Chiers,.
La Chiers, d'une longueur de 127 km, prend sa source dans la commune de Mont-Saint-Martin et se jette  dans la Meuse à Remilly-Aillicourt, après avoir traversé 46 communes.

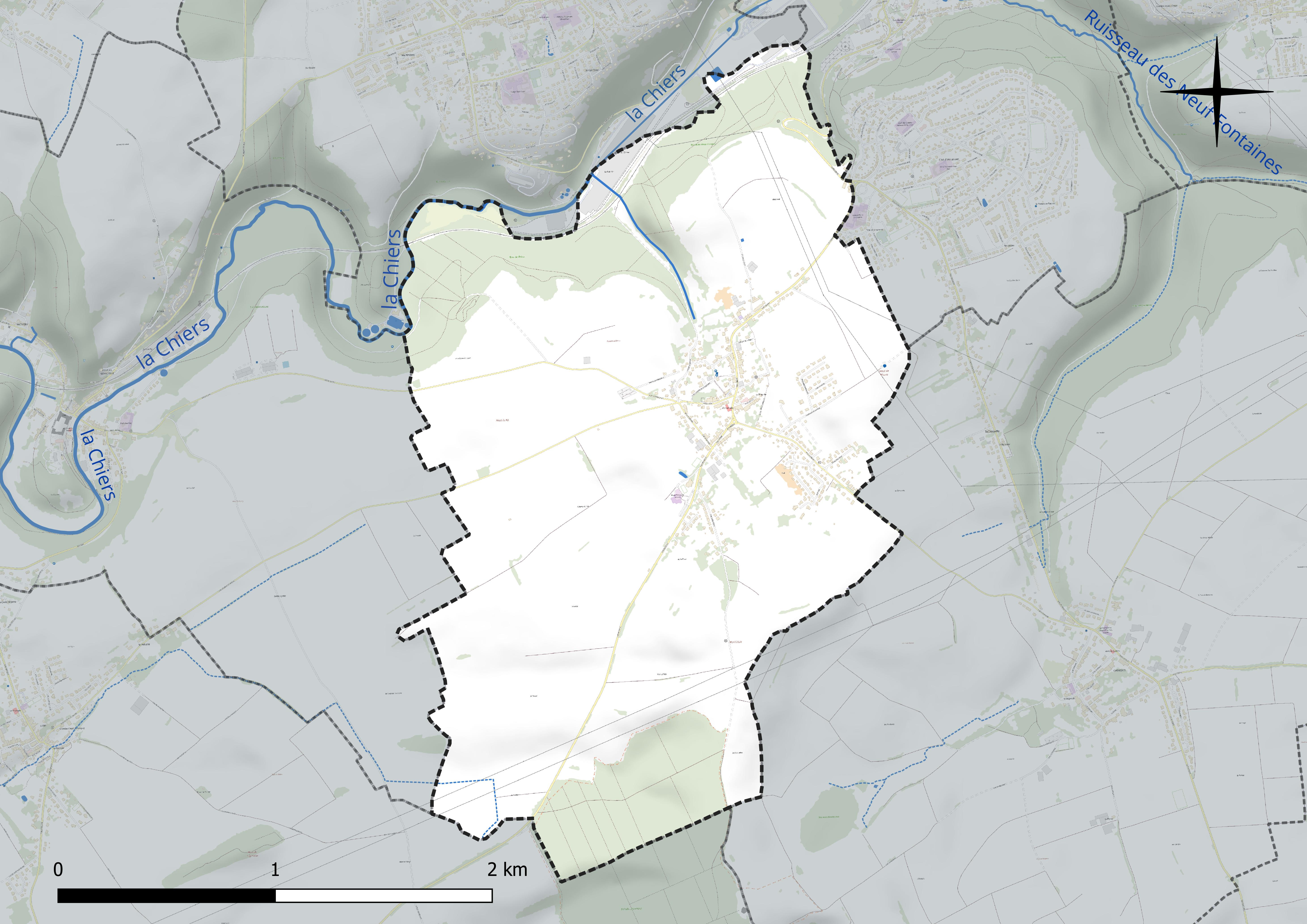
Réseau hydrographique de Cutry.

#### Gestion et qualité des eaux
Le territoire communal est couvert par le schéma d'aménagement et de gestion des eaux (SAGE) « Bassin ferrifère ». Ce document de planification concerne le périmètre des anciennes galeries des mines de fer, des aquifères et des bassins versants hydrographiques associés qui s’étend sur 2 418 km2. Les bassins versants concernés sont celui de la Chiers en amont de la confluence avec l'Othain, et ses affluents (la Crusnes, la Pienne, l'Othain), celui de l'Orne et ses affluents et celui de la Fensch, le Veymerange, la Kiesel et les parties françaises du bassin versant de l'Alzette et de ses affluents (Kaylbach, ruisseau de Volmerange). Il a été approuvé le 27 mars 2015. La structure porteuse de l'élaboration et de la mise en œuvre est la région Grand Est.
La qualité des cours d’eau peut être consultée sur un site dédié géré par les agences de l’eau et l’Agence française pour la biodiversité.

### Climat
Pour des articles plus généraux, voir Climat du Grand Est et Climat de Meurthe-et-Moselle.
En 2010, le climat de la commune est de type climat de montagne, selon une étude du Centre national de la recherche scientifique s'appuyant sur une série de données couvrant la période 1971-2000. En 2020, Météo-France publie une typologie des climats de la France métropolitaine dans laquelle la commune est exposée à un climat semi-continental et est dans la région climatique Lorraine, plateau de Langres, Morvan, caractérisée par un hiver rude (1,5 °C), des vents modérés et des brouillards fréquents en automne et hiver.
Pour la période 1971-2000, la température annuelle moyenne est de 9 °C, avec une amplitude thermique annuelle de 16,3 °C. Le cumul annuel moyen de précipitations est de 915 mm, avec 13,8 jours de précipitations en janvier et 9,6 jours en juillet. Pour la période 1991-2020, la température moyenne annuelle observée sur la station météorologique de Météo-France la plus proche, « Villette », sur la commune de Villette à 14 km à vol d'oiseau, est de 10,1 °C et le cumul annuel moyen de précipitations est de 909,4 mm. 
La température maximale relevée sur cette station est de 39 °C, atteinte le 25 juillet 2019 ; la température minimale est de −14,8 °C, atteinte le 20 décembre 2009,,.
Les paramètres climatiques de la commune ont été estimés pour le milieu du siècle (2041-2070) selon différents scénarios d'émission de gaz à effet de serre à partir des nouvelles projections climatiques de référence DRIAS-2020. Ils sont consultables sur un site dédié publié par Météo-France en novembre 2022.

## Urbanisme

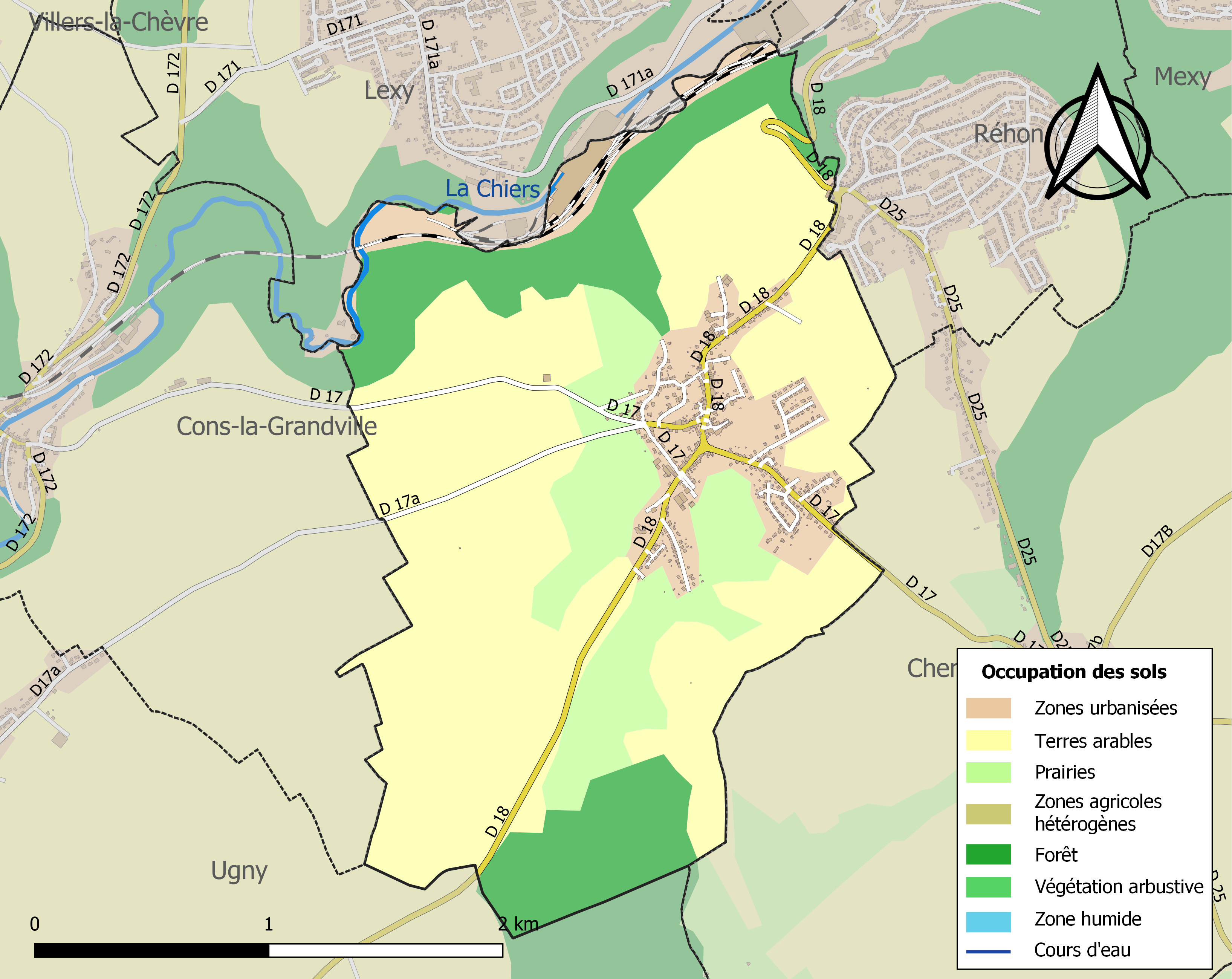
Carte des infrastructures et de l'occupation des sols de la commune en 2018 (CLC).

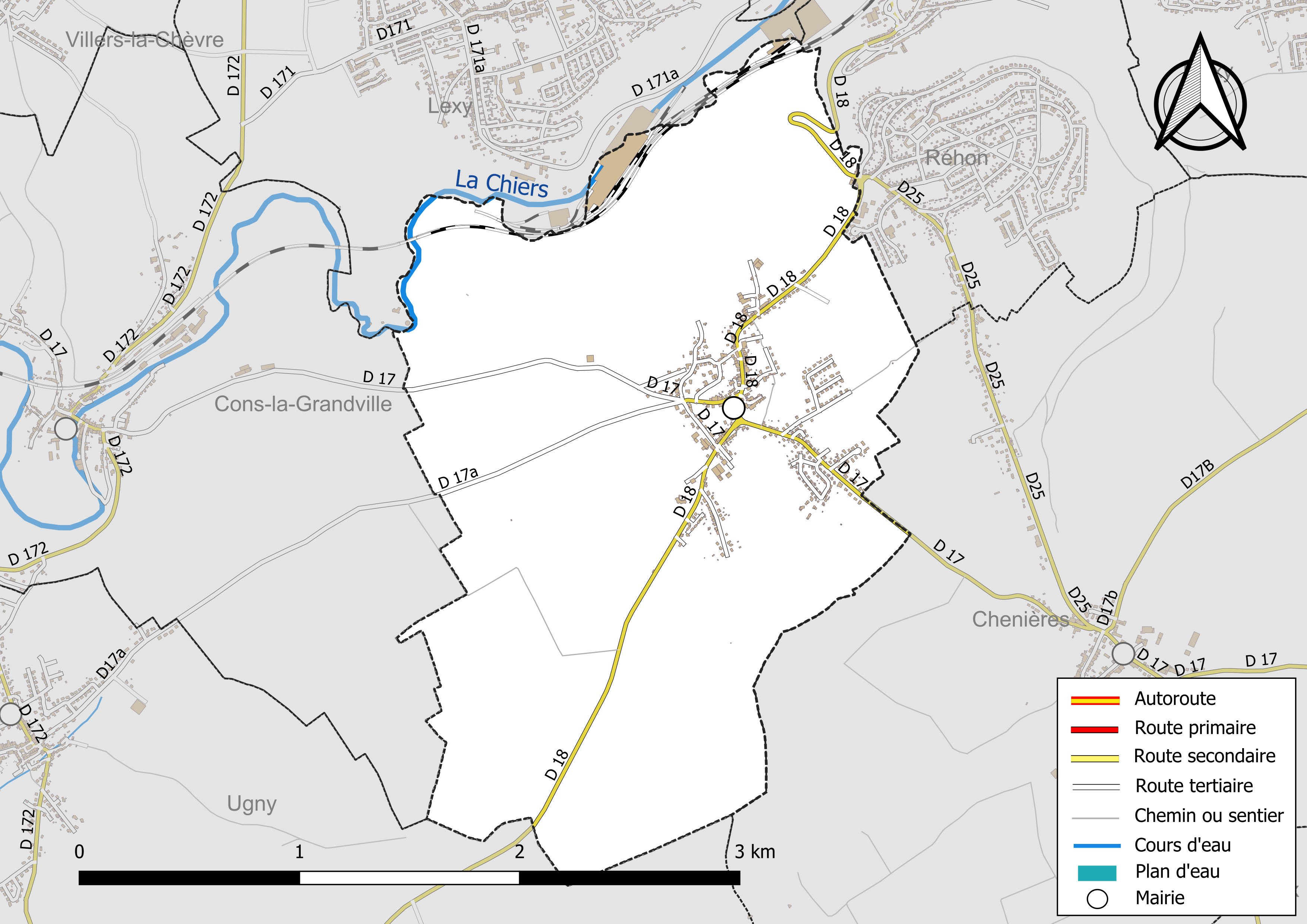
Carte hydrographique et des infrastrctures de transport de la commune en 2022.

### Typologie
Au 1er janvier 2024, Cutry est catégorisée ceinture urbaine, selon la nouvelle grille communale de densité à sept niveaux définie par l'Insee en 2022.
Elle est située hors unité urbaine. Par ailleurs la commune fait partie de l'aire d'attraction de Longwy, dont elle est une commune de la couronne,. Cette aire, qui regroupe 23 communes, est catégorisée dans les aires de moins de 50 000 habitants,.

### Occupation des sols
L'occupation des sols de la commune, telle qu'elle ressort de la base de données européenne d’occupation biophysique des sols Corine Land Cover (CLC), est marquée par l'importance des territoires agricoles (68,7 % en 2018), en diminution par rapport à 1990 (71,4 %). La répartition détaillée en 2018 est la suivante : terres arables (55,1 %), forêts (17 %), prairies (13,6 %), zones urbanisées (11 %), zones industrielles ou commerciales et réseaux de communication (3,3 %). L'évolution de l’occupation des sols de la commune et de ses infrastructures peut être observée sur les différentes représentations cartographiques du territoire : la carte de Cassini (XVIIIe siècle), la carte d'état-major (1820-1866) et les cartes ou photos aériennes de l'IGN pour la période actuelle (1950 à aujourd'hui).

### Habitat et logement
En 2020, le nombre total de logements dans la commune était de 461, alors qu'il était de 441 en 2015 et de 402 en 2010.
Parmi ces logements, 94,9 % étaient des résidences principales, 0,4 % des résidences secondaires et 4,6 % des logements vacants. Ces logements étaient pour 88,6 % d'entre eux des maisons individuelles et pour 11,4 % des appartements.
Le tableau ci-dessous présente la typologie des logements à Cutry en 2020 en comparaison avec celle de Meurthe-et-Moselle et de la France entière. Une caractéristique marquante du parc de logements est ainsi une proportion de résidences secondaires et logements occasionnels (0,4 %) inférieure à celle du département (2,1 %) et à celle de la France entière (9,7 %). Concernant le statut d'occupation de ces logements, 87,3 % des habitants de la commune sont propriétaires de leur logement (88,5 % en 2015), contre 57,3 % pour la Meurthe-et-Moselle et 57,5 pour la France entière.
| Typologie                                               | Cutry | Meurthe-et-Moselle | France entière |
| ------------------------------------------------------- | ----- | ------------------ | -------------- |
| Résidences principales (en %)                           | 94,9  | 88,6               | 82,1           |
| Résidences secondaires et logements occasionnels (en %) | 0,4   | 2,1                | 9,7            |
| Logements vacants (en %)                                | 4,6   | 9,3                | 8,2            |

## Toponymie
- Dénommé Custerei en 1140, Custrich en 1248, Cultrey en 1663[réf. nécessaire].

Peut-être de l'oïl cousterie « office de sacristain », qui a dû signifier « bien servant de bénéfice au sacristain ».

## Histoire

### Ancien Régime
Cutry est un village de l'ancienne province du Barrois.

### Époque contemporaine
Au début de la Première Guerre mondiale a lieu le 22 août 1914 le « combat de Cutry-Réhon ».
 Au petit jour, les 2e et 3e compagnies, du 1er bataillon du 31e régiment d'infanterie, sont détachées à Réhon. Peu après, les  Allemands, appuyés par le tir de leur artillerie, qui ouvre le feu sur Cutry et Réhon, attaquent ces deux villages. Le bataillon résiste avec énergie et, par un tir bien ajusté, inflige à l'ennemi des pertes sanglantes ; mais les Allemands, recevant sans cesse de nouveaux renforts, continuent leur progression en cherchant à couper la retraite aux défenseurs des deux villages, auxquels le 2e bataillon tente en vain d'aller porter secours ; un violent tir d'artillerie l'en empêche. Sous la menace d'encerclement, la retraite s'exécute par les rives de la Chiers[réf. nécessaire].

## Politique et administration

### Rattachements administratifs
La commune se trouve dans l'arrondissement de Briey du département de Meurthe-et-Moselle.
Elle faisait partie de 1801 à 1973  du canton de Longwy, année où elle intègre le canton de Mont-Saint-Martin. Dans le cadre du redécoupage cantonal de 2014 en France, cette circonscription administrative territoriale a disparu, et le canton n'est plus qu'une circonscription électorale.

### Rattachements électoraux
Pour les élections départementales, la commune fait partie depuis 2014 d'un nouveau canton de Longwy porté à huit communes
Pour l'élection des députés, elle fait partie de la troisième circonscription de Meurthe-et-Moselle.

### Intercommunalité
La commune est membre de la communauté d'agglomération dénommée depuis 2021 Grand Longwy Agglomération, un établissement public de coopération intercommunale (EPCI) à fiscalité propre créé en 2017 sous le nom de communauté d'agglomération de Longwy par transformation de la  communauté de communes de l'Agglomération de Longwy  et auquel la commune  a adhéré en 1998 en lui transférant un certain nombre de ses compétences, dans les conditions déterminées par le code général des collectivités territoriales.
Cette communauté de commune avait elle-même été créée en 2002 par transformation d'un district constitué en 1960 et qui avait progressivement intégré d'autres communes.
La commune est également membre de l'Agglomération transfrontalière du pôle européen de développement.

### Liste des maires
| Période                                  | Période                       | Identité           | Étiquette | Qualité |
| ---------------------------------------- | ----------------------------- | ------------------ | --------- | --- |
| Les données manquantes sont à compléter. |                               |                    |           | |
|                                          |                               |                    |           | |
| avant 1978                               |                               | Paul Gircour       | RPR       | Conducteur de travaux à Cockerill |
|                                          |                               |                    |           | |
| mars 2001                                | mars 2008                     | Jean-Claude Gérard |           | |
| mars 2008                                | En cours (au 16 octobre 2023) | Jean Huard         | PC        | Technicien au conseil départemental de Meurthe-et-Moselle Vice-président de la CA Grand Longwy Agglomération (2020 → ) Réélu pour le mandat 2020-2026, |

## Équipements et services publics
La commune s'est dotée d'un Foyer d’éducation populaire créé en 1968 à l'initiative du maire de l'époque, Paul Gircourt, et qui fête en 2018 son cinquantenaire.

### Enseignement

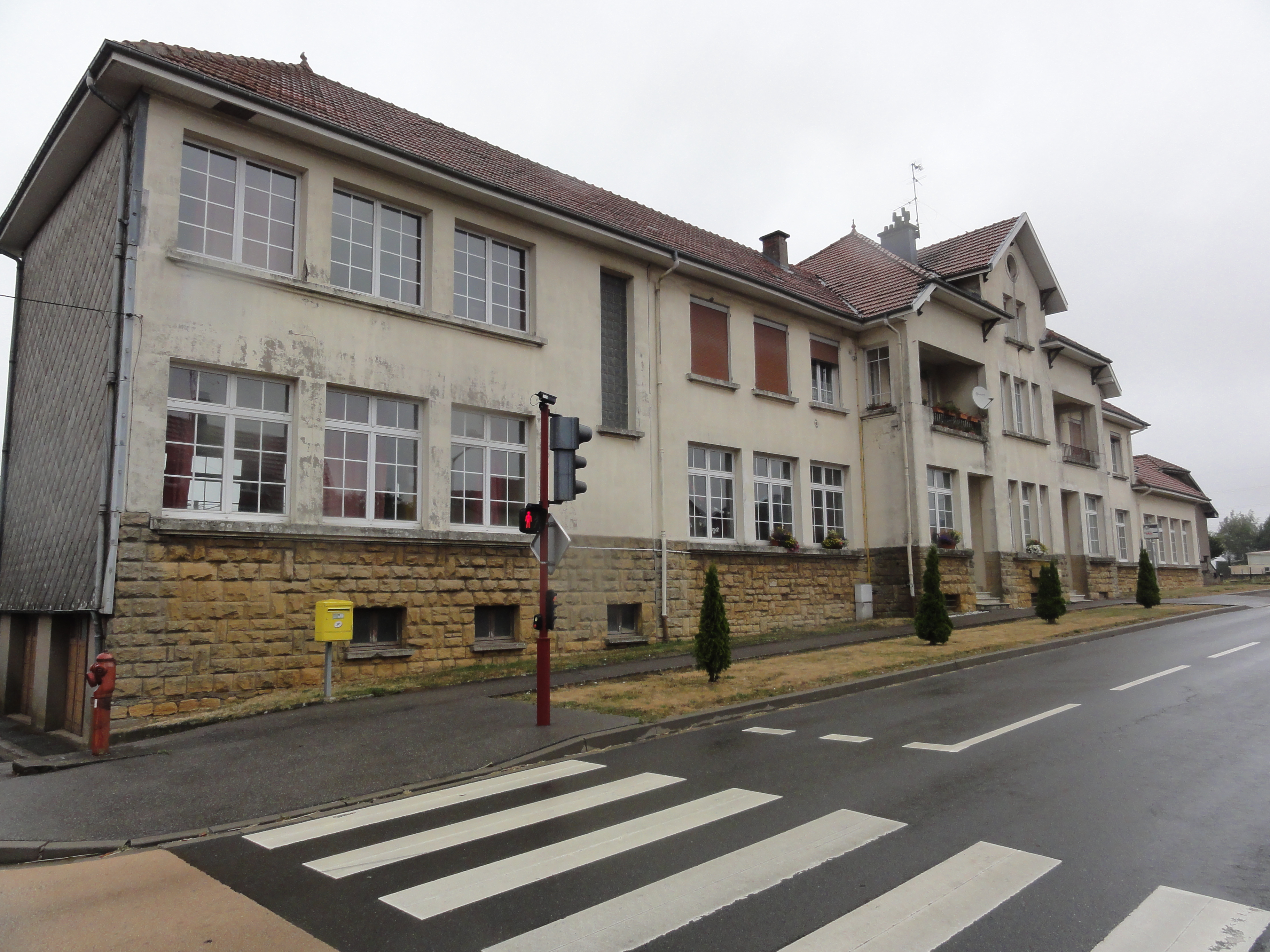
L'ancienne école.

L'école maternelle et primaire La Marelle de Cutry est située dans l'académie de Nancy-Metz. Elle n'accueille en 2008 que 57 des 104 enfants scolarisables, les autres n'étant pas assurés par manque de budget et délocalisés à Metz. La mise en place d'un périscolaire en 2008 et l'ouverture d'une nouvelle école en 2012 font monter le nombre d'élèves à 125 en septembre 2016.

## Population et société

### Démographie
L'évolution du nombre d'habitants est connue à travers les recensements de la population effectués dans la commune depuis 1793. Pour les communes de moins de 10 000 habitants, une enquête de recensement portant sur toute la population est réalisée tous les cinq ans, les populations de référence des années intermédiaires étant quant à elles estimées par interpolation ou extrapolation. Pour la commune, le premier recensement exhaustif entrant dans le cadre du nouveau dispositif a été réalisé en 2008.

En 2022, la commune comptait 1 042 habitants, en évolution de +1,36 % par rapport à 2016 (Meurthe-et-Moselle : −0,13 %, France hors Mayotte : +2,11 %).
| 1793 | 1800 | 1806 | 1821 | 1836 | 1841 | 1861 | 1866 | 1872 |
| ---- | ---- | ---- | ---- | ---- | ---- | ---- | ---- | ---- |
| 310  | 310  | 338  | 343  | 354  | 345  | 294  | 293  | 294  |

| 1876 | 1881 | 1886 | 1891 | 1896 | 1901 | 1906 | 1911 | 1921 |
| ---- | ---- | ---- | ---- | ---- | ---- | ---- | ---- | ---- |
| 321  | 312  | 318  | 309  | 325  | 316  | 338  | 372  | 308  |

| 1926 | 1931 | 1936 | 1946 | 1954 | 1962 | 1968 | 1975  | 1982  |
| ---- | ---- | ---- | ---- | ---- | ---- | ---- | ----- | ----- |
| 405  | 447  | 526  | 480  | 532  | 699  | 872  | 1 096 | 1 048 |

| 1990 | 1999 | 2006 | 2008 | 2013  | 2018  | 2022  | - | - |
| ---- | ---- | ---- | ---- | ----- | ----- | ----- | - | - |
| 887  | 903  | 918  | 922  | 1 016 | 1 038 | 1 042 | - | - |

## Culture locale et patrimoine

### Lieux et monuments

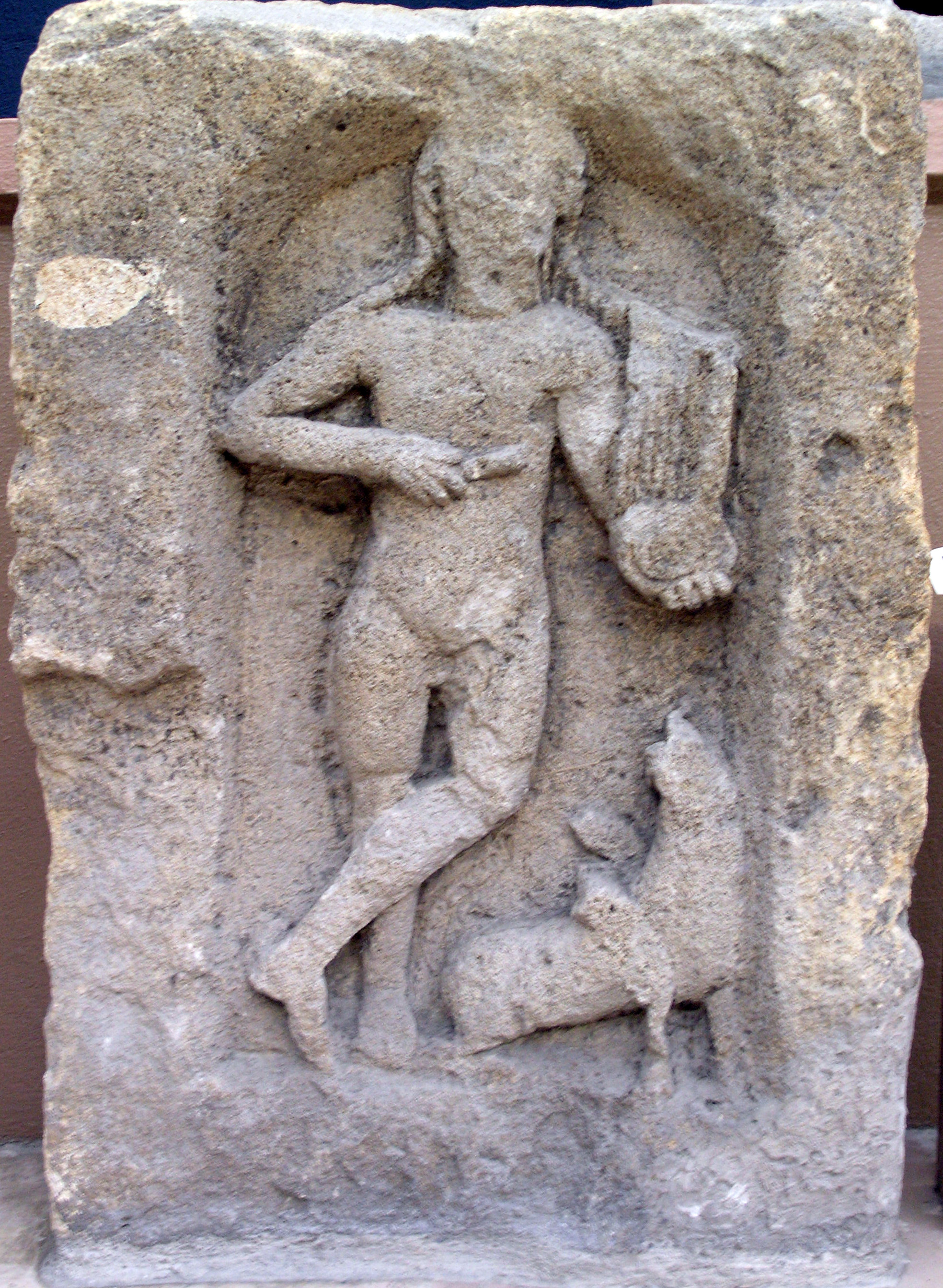
Stèle d'Apollon.

- Monument aux morts, regroupement de trois mémoriaux : le monument des fils de Cutry morts pour la France 1914-1918, le mémorial des militaires du 100e régiment d'infanterie du 4 juin 1940 et le mémorial de la ville de Tourcoing à ses fils du même 100e R.I.

- Plusieurs sculptures gallo-romaines ont été trouvées sur la commune aux XIXe et XXe siècles.
- Une nécropole des Ier et IIe siècles a été fouillée en 1972-1973.
- Château, situé 6 rue du Chemin, antérieur au XIIIe siècle, ruiné au XVIe siècle. Propriété de la famille de Mercy au XVIIe siècle, vendu vers 1700 à la famille Nicolas, le château fut détruit au milieu du XVIIIe siècle et reconstruit à partir de 1781 (date portée par le dessous d'un des balcons du deuxième niveau de la façade principale) aux frais de la famille de Trelliard. Inachevé en 1789, vendu et partagé en 1809 et transformé en bâtiments agricoles, il a été modifié et repercé au XIXe siècle. Au XXe siècle et en 1970, le corps principal a été acquis par la commune pour y abriter un petit musée archéologique.
- Musée archéologique au château : produits de fouilles de la nécropole.
- Église Saint-Pirmin de Cutry, église paroissiale reconstruite en 1922-1923, à la suite d'un incendie, par Louis-Hippolyte Boileau. A remplacé une église du XVIIIe siècle, dont la clef de voûte du chœur aurait porté la date 1725. Restaurée en 1838. Remaniée en 1890, démolition des voûtes du chœur, de l'arc triomphal et d'une grande partie de la sacristie, élargissement du chœur et revoûtement. Détruite le 22 août 1914 et reconstruite après la guerre[25].
- Chapelle de l'Assomption, dite chapelle élevée en 1750, date portée par un cartouche au-dessus de la porte d'entrée et par la pierre de fondation déposée à l'intérieur, aux frais de Jean Damgez, de Cutry, restaurée aux frais de sa fille Catherine Damgez ; édifice plafonné revoûté au XIXe siècle.
- Deux calvaires sculptés

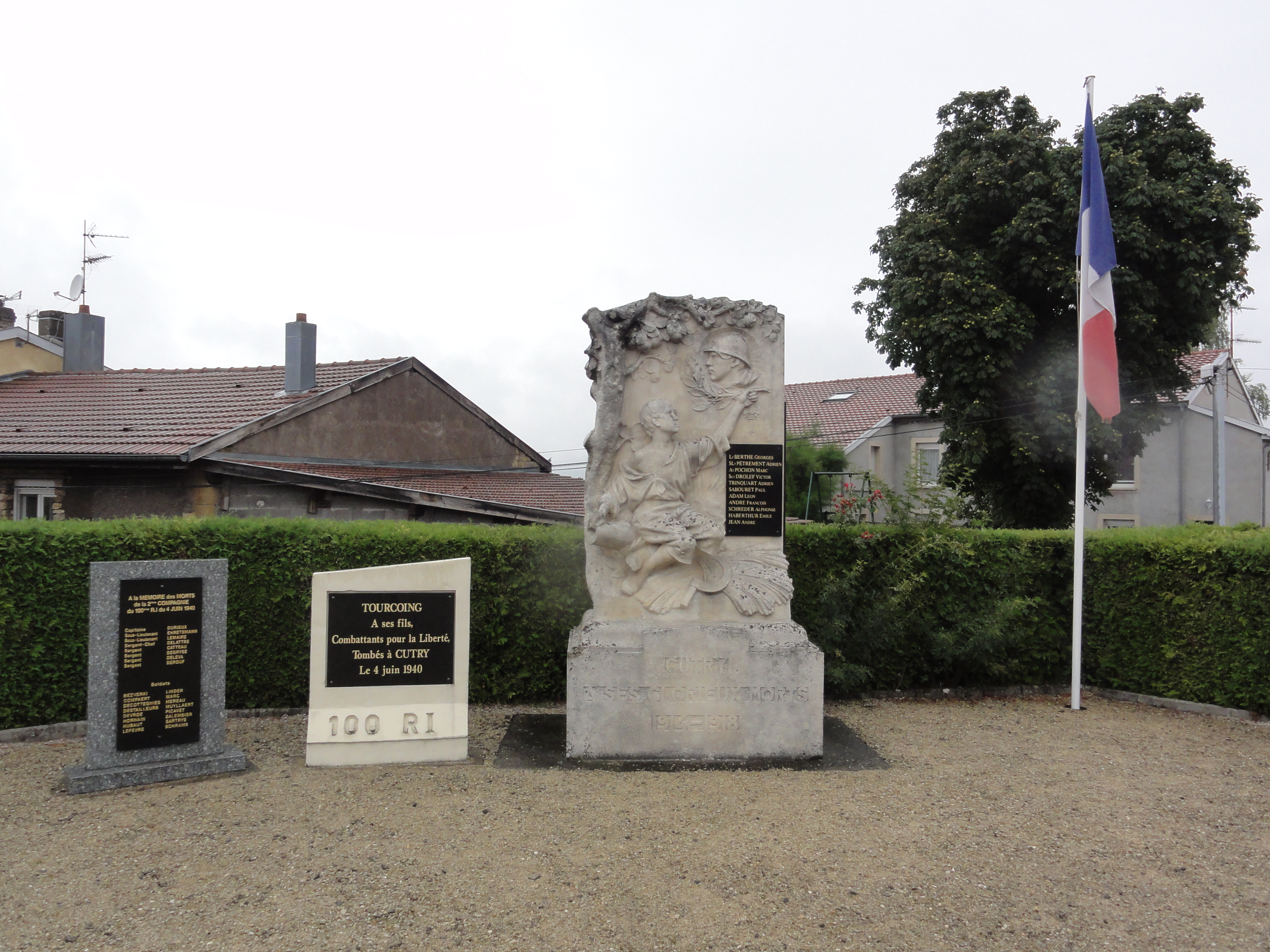
Le monument aux morts.
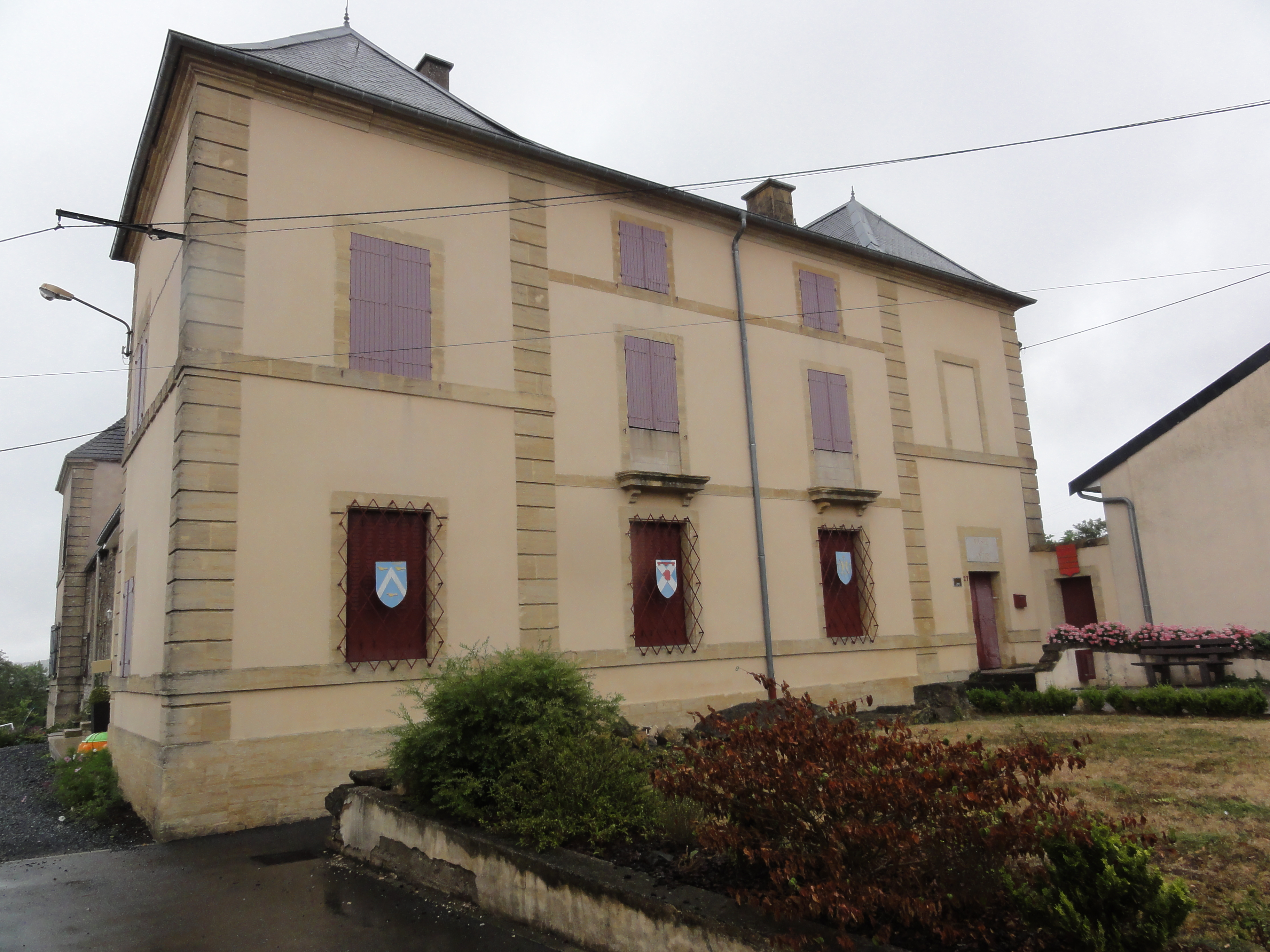
Le château-musée.
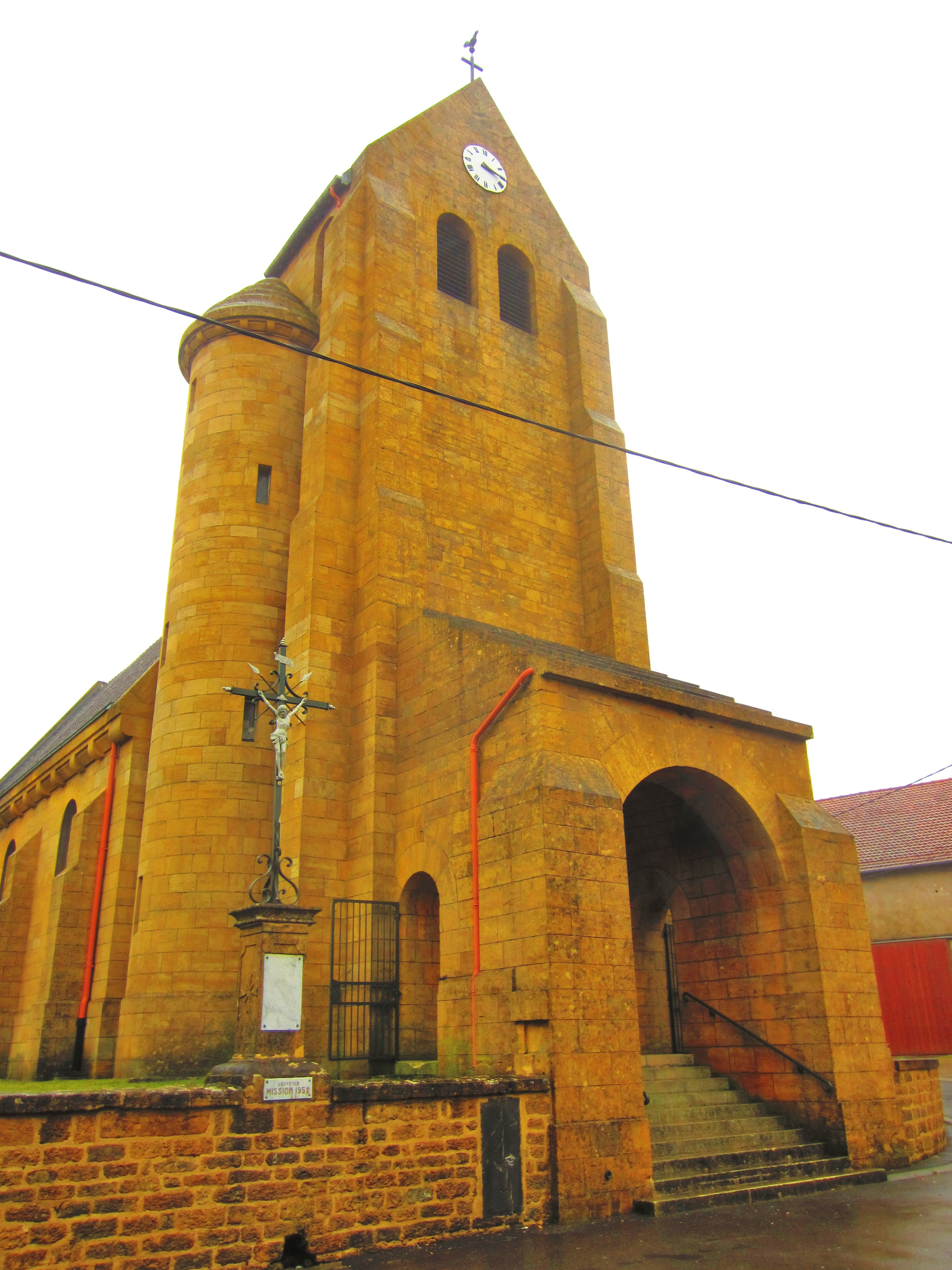
Église paroissiale Saint-Firmin.
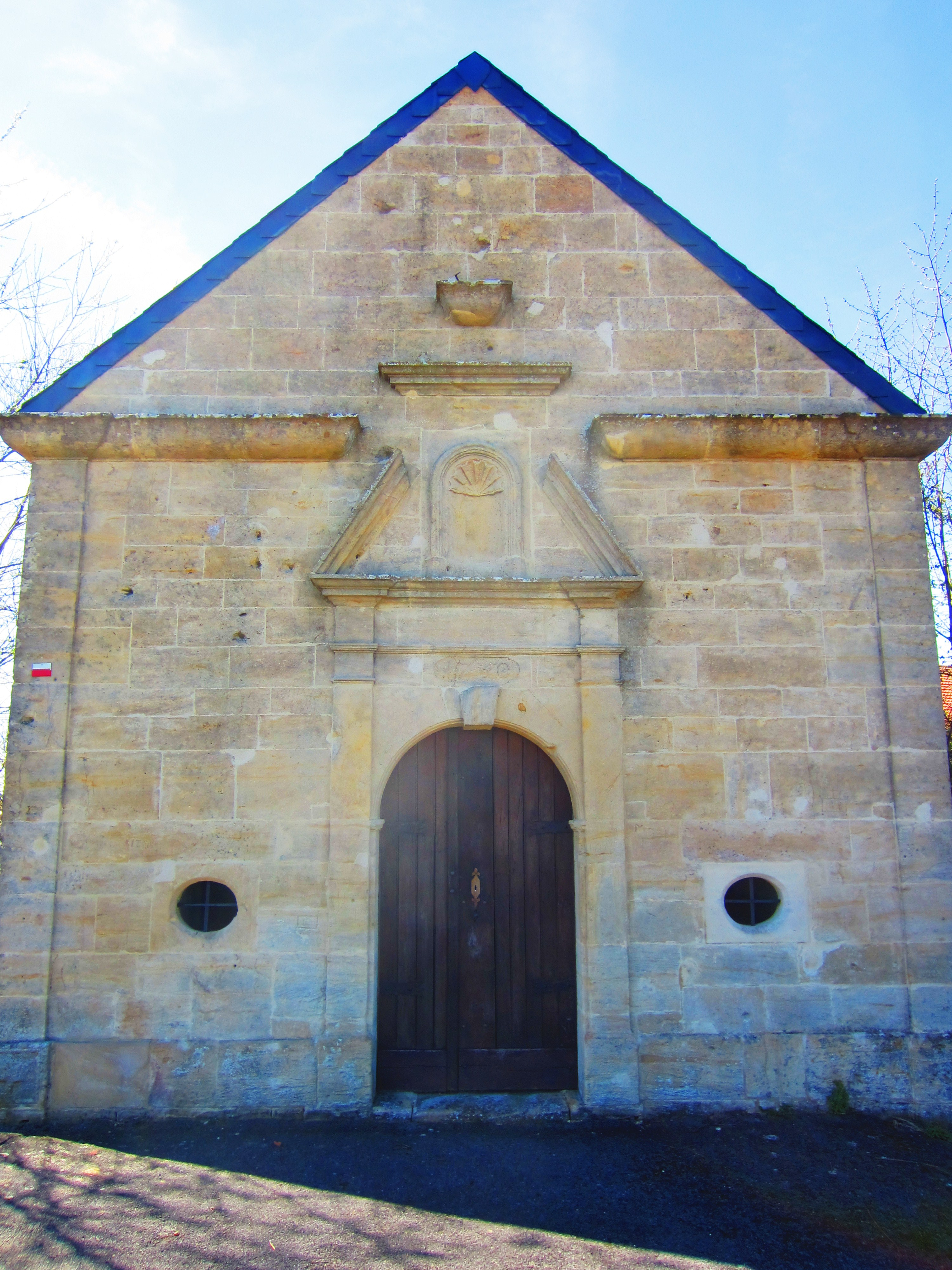
Chapelle de l'Assomption.
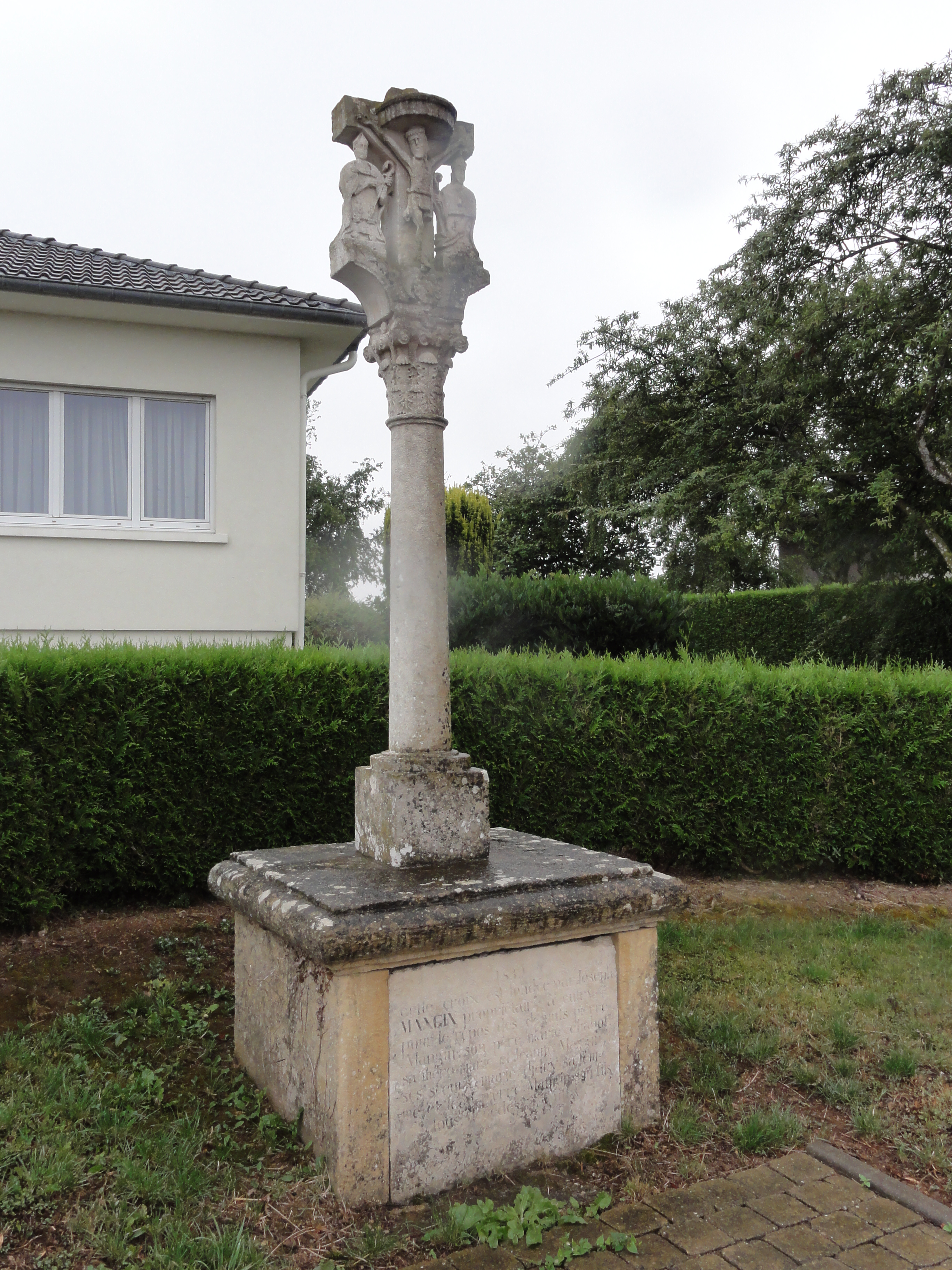
Calvaire sculpté 1839.
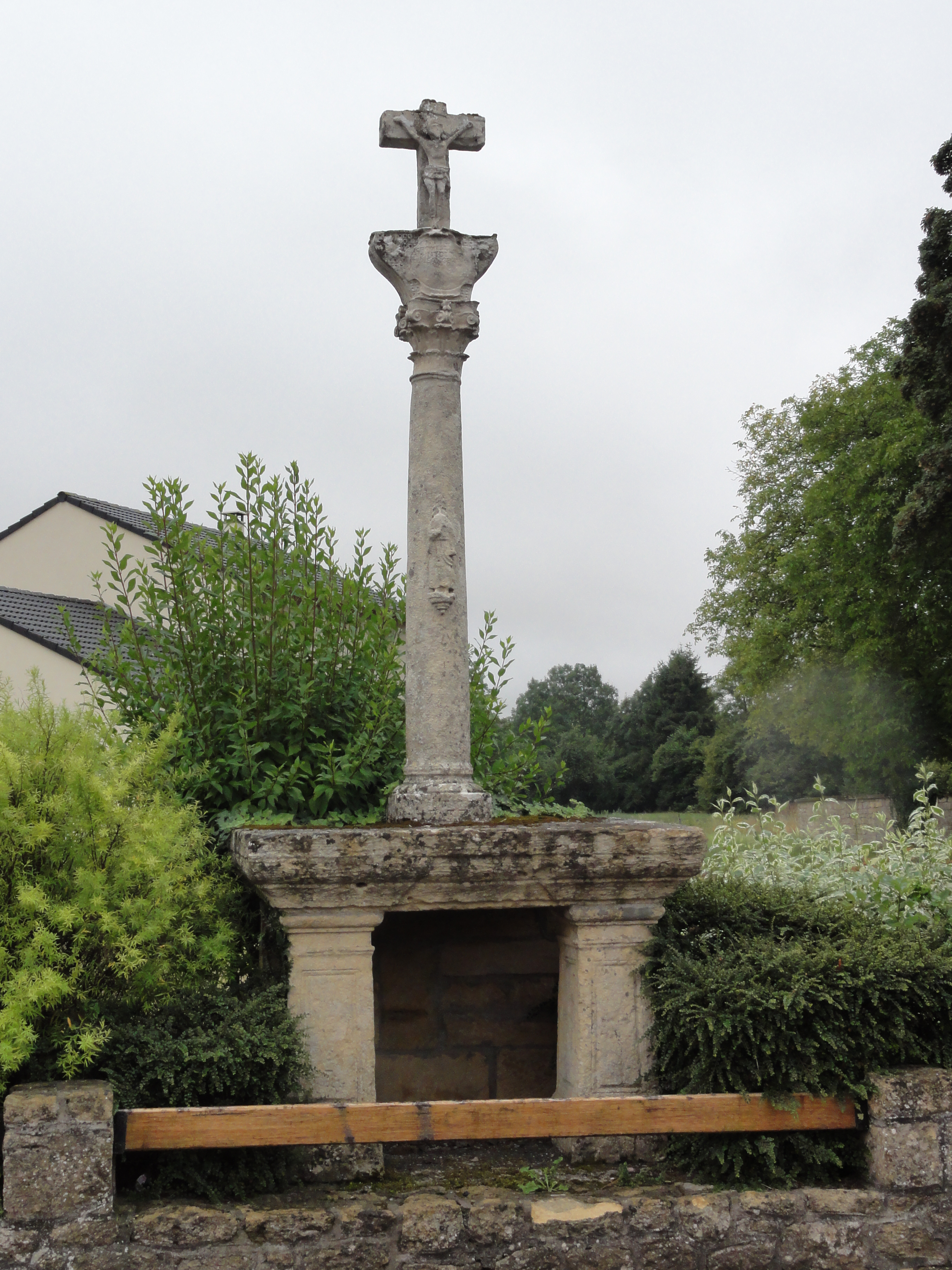
Calvaire sculpté avec colonne sculptée.

### Personnalités liées à la commune
- Maurice Chevalier est blessé à Cutry par un éclat d'obus lors d'un combat le 22 août 1914. Cet éclat d'obus ne fut jamais extrait et il vivra avec toute sa vie.

### Héraldique, logotype et devise
| Blason de Cutry | Blason  | Écartelé : au 1er d'azur semé de croisettes recroisetées au pied fiché d'or, à deux bars adossés de même, au 2e d'azur au chevron d'argent accompagné de trois merlettes d'or, au 3e d'azur au sautoir d'argent chargé en cœur d'une tête de lion arrachée de gueules, au lambel à trois pendants de même brochant sur le tout, au 4e d'or à la croix d'azur. |
| Blason de Cutry | Détails | |

## Pour approfondir